# Tenor lírico spinto
El término tenor lírico spinto (también it.: tenore di forza) denomina un matiz dentro del registro vocal del tenor. La palabra spinto (it.: empujar) indica que el tenor spinto produce un sonido fuerte y violento a través de una presión subglótica muy alta. Es una voz caracterizada por tener mayor potencia y capacidad de proyección que la voz de tenor lírico. Por otro lado también posee una gran potencia en los agudos. 
Aunque la palabra spinto se usa para caracterizar una calidad vocal, en realidad es la expresión de un defecto técnico, el cantar con exagerada presión subglótica. Por eso, el tenor spinto tiende a perder su calidad vocal más rápido que una voz lírica. Una típica muestra de ese tipo es la de Enrico Caruso. La voz de ese famoso tenor italiano, de tipo spinto, oscureció ya a la edad de 36 años debido a nódulos en su aparato vocal.
Desde los años 60, se ha hecho costumbre que tenores di forza canten también papeles de tenor lírico.

## Roles dramáticos[2]
Papeles de tenor spinto en la ópera y en operetas son:
| - Andrea Chénier, Andrea Chénier (Giordano) - Canio, Pagliacci (Leoncavallo) - Des Grieux, Manon Lescaut (Puccini) - Don Carlo, Don Carlos (Verdi) - Don José, Carmen (Bizet) - Erik, Der Fliegende Holländer (Wagner) - Ernani, Ernani (Verdi) - Hermann, La dama de picas (Chaikovski) - Idomeneo, Idomeneo (Mozart) | - Macduff, Macbeth (ópera) (Verdi) - Manrico, Il trovatore (Verdi) - Mario Cavaradossi, Tosca (Puccini) - Maurizio, Adriana Lecouvreur (Cilea) - Max, Der Freischütz (Weber) - Pollione Norma (Bellini) - Stiffelio Stiffelio (Verdi) - Riccardo, Un ballo in maschera (Verdi) - Turiddu, Cavalleria rusticana (Mascagni) |